# Ahmed Hasan al-Bakr
Ahmed Hasan al- Bakr (in arabo أحمد حسن البكر‎?, Aḥmad Ḥasan al-Bakr; Tikrit, 1º luglio 1914 – Baghdad, 4 ottobre 1982) è stato un generale e politico iracheno, quarto presidente della Repubblica d'Iraq dal 1968 al 1979.

## Carriera militare
Al-Bakr entrò all'accademia militare nel 1938, dopo sei anni in cui era stato insegnante di scuola elementare. Durante la prima fase della sua carriera militare prese parte al colpo di Stato condotto da Rashid Ali al-Kaylani nel 1941. Fu per questo arrestato, imprigionato ed espulso dalle forze armate, venendovi però reintegrato nel 1957, l'anno prima del colpo di Stato repubblicano di Kassem.

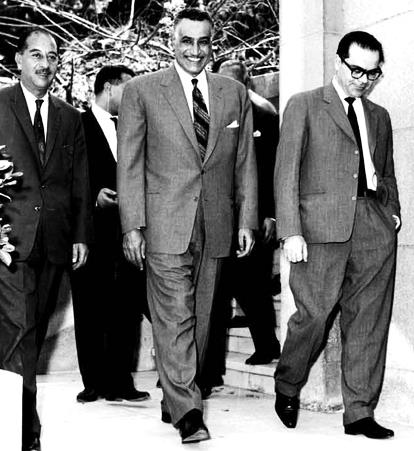
Il Primo ministro dell'Iraq al-Bakr (a sinistra), il presidente egiziano Gamal Abd el-Nasser (al centro) ed il presidente della Siria Lu'ayy al-Atassi (a destra), 16 aprile 1963

Come brigadier generale, fu uno dei "Liberi Ufficiali" (al-Dubbāṭ al-Aḥrār ), un gruppo che aveva intenzionalmente ripreso la terminologia usata in Egitto dagli ufficiali di Muḥammad Naǧīb e Nasser che avevano rovesciato nel 1952 la monarchia, istituendo la repubblica.  Anche i loro omologhi iracheni intendevano deporre la monarchia hascemita, non tanto per odio verso il giovane re Faysal II, quanto perché - proprio come la monarchia egiziana - essa era totalmente prona al volere britannico.
I "Liberi Ufficiali" riuscirono ad abbattere (ma in modo cruento, al contrario del movimento repubblicano egiziano) il re ancor giovane, il suo reggente Abd al-Ilah ed il primo ministro Nuri al-Sa'id, nella data intenzionalmente scelta del 14 luglio del 1958. Al-Bakr fu ancora una volta obbligato a lasciare le forze armate nel 1959, accusato di aver guidato una rivolta militare filo-nasseriana a Mosul, repressa dal governo repubblicano di Abd al-Karim Qasim (Kassem).
Esponente di rilievo del Ba'th, egli orchestrò nel 1963 un sanguinoso nuovo colpo di Stato ba'thista che rovesciò e uccise il presidente Kassem. Divenne allora Primo Ministro e vicepresidente della Repubblica, ma dovette lasciare il governo nel novembre del 1963 - dopo appena 10 mesi dal suo insediamento - quando il Feldmaresciallo Abd al-Salam Arif condusse in porto un contro-colpo di Stato d'ispirazione nasseriana. Rimase tuttavia vicepresidente fino alla sua rimozione nel gennaio del 1964.
Al-Bakr ebbe il comando regionale del partito Ba'th fino al 1968. Con ʿAbd al-Razzāq al-Nāʾif e ʿAbd al-Rahmān al-Dāwūd, ufficiali superiori dell'esercito e della guardia presidenziale, orchestrò un colpo di Stato interno di orientamento baʿthista (ma questa volta incruento) contro il governo del presidente della Repubblica, il generale ʿAbd al-Rahmān ʿĀrif il 17 luglio 1968. ʿĀrif fu esiliato e al-Bakr insediato come presidente della Repubblica. Inizialmente non fu reso noto che ad animare il colpo di Stato militare era stato il Baʿth, e ciò probabilmente perché il Paese conservava memoria per nulla positiva delle accentuate violenze perpetrate dalla Guardia Nazionale (al-Haras al-Qawmī), le milizie paramilitari del Baʿth nel 1963.
Su insistenza di Saddam Hussein (che non era un militare e che rappresentava l'ala cosiddetta "civile" del Baʿth ) e l'aiuto di altri baʿthisti, egli guidò un ennesimo colpo di Stato per liberarsi degli ufficiali filo-nasseriani (al-Naʾif e al-Dawud), che vennero esiliati il 30 luglio del 1968. Saddam Hussein fu uno dei due uomini armati che erano dietro al-Bakr quando egli apparve in televisione per annunciare la seconda "rivoluzione" la sera del 30 luglio 1968. Poco tempo dopo, i media cominciarono gradualmente a scrivere che la vera guida del Paese era determinata dal Baʿth.

## Attività personali e familiari nel periodo presidenziale
Dopo essere diventato presidente, la casa da lui abitata negli anni sessanta, proprio a su di al-Kāẓimiyya, è stata trasformata nel Museo del Partito Baʿth negli anni settanta. Il museo mostra, tra le altre cose, alcune cose appartenute a lui e a Saddam: la sua Volkswagen Beetle e la Mercedes di Saddam. Circolava la voce che al-Bakr possedesse nel giardino della sua abitazione una mucca, per poter rifornirsi di "latte fresco".
Al contrario di Saddam Hussein, al-Bakr si dice amasse i medici e che usasse visitare ogni pochi mesi il policlinico della facoltà di medicina dell'Università di Baghdad per prendere un tè e chiacchierare col suo intimo amico Tahsin Maʿalla, che era il preside della facoltà.
Nel 1970, promulgò una legge che rendeva possibile ai figli e alle figlie dei ministri e dei presidi universitari l'esenzione da qualsiasi tassa per essere ammessi e frequentare le istituzioni di studio che costoro avessero prescelto. Si ha motivo di credere che ciò servisse a permettere poco più tardi a suo figlio Mohammed, diplomatosi in una scuola secondaria, di essere ammesso nel 1972 nella facoltà di medicina dell'Università di Baghdad, malgrado non avesse i voti e i titoli necessari per un tale accesso.
Saddam Hussein revocò più tardi questa legge quando divenne presidente della Repubblica irachena. Probabilmente perché confidava che i suoi figli non avrebbero invocato quella legge. Difatti, suo figlio Uday "conseguì" 99,8 su 100 all'esame finale per accedere all'università, in circostanze notevolmente chiacchierate.
Al-Bakr mantenne legami molto stretti con la sua famiglia ma ciò non impedì al già citato figlio Mohammed di essere espulso nel 1973 dal corso di fisiologia tenuto dal professor Sādiq al-Hilālī perché "non era sufficientemente attento e perché masticava chewing gum durante la lezione". Nulla di "strano" accadde ad al-Hilālī in conseguenza di quella misura, ma probabilmente perché Mohammed non osò mai raccontare al padre l'avvenuto.
Suo figlio Mohammed non si laureò mai in medicina. Morì nel 1974 in conseguenza di un urto frontale con un camion lungo un'autostrada a nord di Baghdad. L'autista del camion fu subito rimesso in libertà senza alcuna imputazione, perché fu chiaro che Mohammed aveva pericolosamente guidato ad eccessiva velocità la sua Mercedes. Il suo primogenito, Haytham al-Bakr, non smise mai di lavorare da avvocato nel suo studio di Karrada (Baghdad sud), sia durante la Presidenza del padre, sia dopo che il padre morì.
Le sue figlie frequentarono l'ottima ed esclusiva scuola femminile del convento cristiano di Rahibat al-Taqdoma. Erano note per la loro inappuntabile comportamento, la loro eccellente frequentazione con le altre ragazze e per l'assenza di qualsivoglia tratto di arroganza e superbia, contegno invece abitualmente mostrato dalla figlia del cognato di Ahmad Hasan al-Bakr, Khayr Allah Tolfah, che frequentò poco dopo la medesima scuola. Si afferma che la figlia di Khayr Allah Tolfah litigò con una ragazza curda a proposito di una lezione di religione, tanto che i servizi segreti, inviati da suo padre Tolfah la mattina seguente, arrestarono la giovane ragazza curda che fu messa in libertà dopo pochi giorni ma che non osò frequentare mai più quella scuola.

## Presidente della Repubblica (luglio 1968 – luglio 1979)
Al-Bakr divenne il volto pubblico del Baʿth e del panarabismo iracheno ed ebbe l'altisonante soprannome di "capo della Rivoluzione". Nazionalizzò senza indugi la britannica Iraq Petroleum Company e indennizzò tutte le compagnie straniere petrolifere che operavano in Iraq, dando l'avvio ad ampie riforme economiche e sociali.

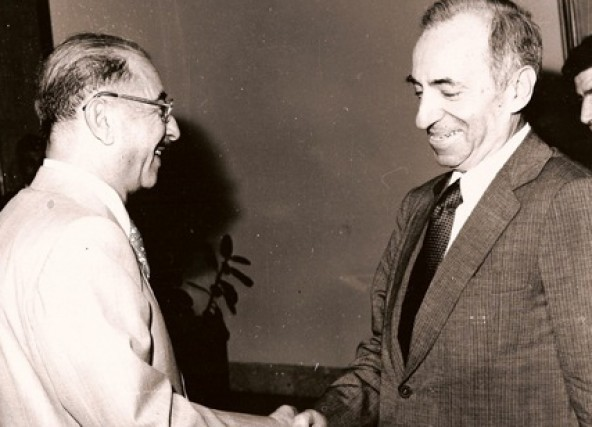
Al-Bakr (a sinistra) incontra Michel Aflaq, il fondatore del pensiero ba'thista, nel 1968.

L'Iraq usufruì di un massiccio incremento delle rendite petrolifere a partire dalla fine del 1973, quando i prezzi internazionali del greggio ebbero un'impennata formidabile, in collegamento con la guerra del Kippur (ma, tra gli Arabi, "di Ramadan") avviando in Occidente un periodo di austerità economica e di riduzione dei consumi interni. La sua politica economica iniziò come una prudente continuazione del precedente piano quinquennale del vecchio regime di filo-nasseriano ma presto si orientò verso un'accentuata espansione industriale sorretta dai maggiori introiti petroliferi.

Ahmed Hasan al-Bakr (a destra) con Saddam Hussein nel 1978

Il suo governo mantenne dapprima strette relazioni con l'Egitto di Nasser e, sotto la sua guida, l'Iraq fu sul punto di unirsi all'ambizioso programma panarabo della Repubblica Araba Unita. La bandiera dell'Iraq fu modificata in vista di una tale realizzazione. Tuttavia, le relazioni con Nasser si deteriorarono ed i media iracheni avviarono una campagna ostile al progetto e orientarono diversamente l'opinione pubblica irachena (fino ad allora appassionatamente panaraba e filo-nasseriana) grazie ad alcuni programmi radiofonici (come "G'ood's program") che improvvisamente finì con la repentina morte del raʾīs egiziano. Il regime presieduto da al-Bakr rafforzò anche molto i legami con l'Unione Sovietica. Il 9 aprile 1972, l'Iraq e l'URSS firmarono un trattato di amicizia. I due Paesi concordarono per cooperare in campo politico, economico e militare. L'URSS concordò anche sul rifornimento di armi sovietiche all'Iraq.
Il suo governo aiutò anche la Siria (in cui era al potere il Baʿth, anche se perennemente in contrasto con l'omologo iracheno) durante la guerra di Tishrin - chiamata per lo più guerra del Kippur - dell'ottobre 1973. Esortando i suoi concittadini e il mondo arabo all'azione bellica contro Israele, egli denunciò il cessate-il-fuoco che mise termine al conflitto e si oppose agli accordi provvisori negoziati da Egitto e Siria con lo Stato ebraico. L'Iraq fu in grado di colpire non superficialmente l'economia occidentale quando si unì al fronte dei Paesi islamici ed al loro boicottaggio petrolifero contro i sostenitori di Israele.
Sotto al-Bakr si intensificarono altresì i conflitti tra governo centrale arabo e la comunità curda del Paese. Ai primi del 1974 scoppiarono violenti combattimenti nell'Iraq settentrionale tra le forze governative ed i nazionalisti curdi, che respingevano come inadeguata la nuova autonomia al Kurdistan elargita in base agli accordi del 1970. I Curdi, condotti da Mustafa al-Barzani, ricevettero in quell'occasione armi ed aiuti dall'Iran. Dopo che l'Iraq concordò ai primi del 1975 con l'Iran, grazie agli accordi di Algeri, per fissare la linea di confine al thalweg dello Shatt al-'Arab, l'Iran smise di aiutare i Curdi e la rivolta finì in un bagno di sangue.
Nel luglio del 1978 fu adottato un decreto per rendere illegale qualsiasi attività politica dei non-baʿthisti e l'appartenenza ad altri movimenti politici che non fossero il Baʿth fu punita con la morte, anche nel caso della vecchia classe militare, che così fu decapitata, mentre giovani ufficiali ligi al volere del Baʿth entrarono in gran numero nelle forze armate.

### Dimissioni e morte
Al-Bakr nominò Saddam Hussein, suo cugino anch'egli di Tikrit, suo vicepresidente. Nel 1976, Saddam (a dispetto delle sgargianti divise degli altisonanti titoli militari non aveva mai servito nelle forze armate ed era il referente dell'ala cosiddetta "civile" del Ba'th: nonostante ciò, successivamente avrebbe guidato la spedizione militare nella guerra contro l'Iran) assunse il grado di generale dell'Esercito Popolare del Partito Baʿth e rapidamente divenne l'"uomo forte" del governo. Dal momento che il debole ed anziano al-Bakr era evidentemente incapace di eseguire la sua volontà e fronteggiare le sue responsabilità istituzionali, Saddam assunse sempre più un ruolo preminente nel governo, orientando la politica irachena sia nelle questioni di politica interna sia in quelle di politica estera, diventando infine de facto il leader dell'Iraq. Pochi anni dopo divenne anche formalmente il presidente della Repubblica.
Il 16 luglio 1979, il sessantacinquenne Ahmed Hasan al-Bakr si ritirò, apparentemente per motivi di salute, e Saddam Hussein assunse la presidenza. Si afferma, senza prove certe, che Saddam avesse obbligato al-Bakr a dimettersi, sotto la minaccia di una rimozione con la forza. Poco tempo dopo, comunque, Saddam mandò a morte i membri più influenti ed anziani del Baʿth sotto l'accusa di spionaggio. I nuovi quadri del Baʿth divennero così uomini del tutto proni al volere di Saddam ed è quindi destituita di qualsiasi logica l'accusa più tardi fatta al partito, in quanto tale, di orientamento anti-democratico, essendo la cosa diventata contingentemente vera solo dopo la mortale "purga" imposta da Saddam, tanto che vari studiosi affermano che fra le innumerevoli vittime di Saddam Hussein vada ricordato innanzi tutto proprio il partito del Baʿth.
Al-Bakr morì nel 1982 per cause sconosciute, all'età di 68 anni.

## Filmografia
- Casa Saddam